# ISO 3166-2:YT
ISO 3166-2:YTはISOの3166-2規格のうち、YTで始まるものである。フランス領マヨットの行政区分コードを意味する。マヨットはISO 3166-1(ISO 3166-1 alpha-2)で、YTを国コードとして割り振られている。ISO 3166-2:YTに対応する行政区分コードの割り当てはない。
ただし、マヨットにはフランスの地方行政区画としてISO 3166-2:FRでFR-YTが割り当てられている。